# ماجراهای شاهزاده احمد
ماجراهای شاهزاده احمد (آلمانی: Die Abenteuer des Prinzen Achmed) پویانمایی فانتزی به کارگردانی لوته راینیگر ساخته سال ۱۹۲۶ جمهوری وایمار (آلمان امروزی) است. این فیلم که عناصر داستانی آن از افسانهٔ هزار و یک شب برگرفته شده، قدیمی‌ترین انیمیشن بازمانده در تاریخ سینما است. دو انیمیشن پیش از آن که در آرژانتین و توسط کریستیانی ساخته شده بودند، اما آن‌ها گم شده‌اند.
راینیگر در ساخت این اثر از تکنیک پویانمایی ضدنور که ابداع خودش بود و در آن از برش‌های مقوا و برگه‌های نازک سربی استفاده می‌شد، بهره گرفت. هنرمندان آوانگارد متعددی همچون کارل کخ، والتر روتمان و برتولت بارتوش با او همکاری داشتند.

## تولید
تولید این اثر مشقت‌بار بود و وقت زیادی از راینیگر گرفت؛ برای هر ثانیه ۲۴ فریم لازم بود و هر فریم باید به فیلم تبدیل می‌شد. این فرایند سه سال (۱۹۲۳ تا ۱۹۲۶) زمان برد.

## میراث
دو ادای دِین به این فیلم در آثار والت دیزنی به چشم می‌خورد. یکی صحنهٔ دوئل بین جادوگر زن و جادوگر مرد که هر دو به موجودات دیگری تبدیل می‌شوند در شمشیر در سنگ (۱۹۶۳) و دیگری تک‌جلوه‌ای از شخصیت شاهزاده احمد در آغاز انیمیشن علاءالدین (۱۹۹۲) است. سبک هنری فیلم نیز منبع الهام سازندگان اپیزود «پاسخ» از مجموعهٔ هستی استیون بوده‌است.